# La grúa y la jirafa
La grúa y la jirafa (The crane and the giraffe) es una animación 2D digital dirigida por Vladimir Bellini y con música original de Eduardo Bellini. Desde Remedios de Escalada, en el año 2006 y con una producción de 4 meses, La grúa y la jirafa cuenta con un promedio de 4 500 dibujos 100% artesanales, sin procesos automáticos y totalmente hechos a mano y en color.
Su estreno fue el 14 de abril de 2006 en el Festival Internacional de Cine Independiente de Buenos Aires (BAFICI).

## Argumento
“Una jirafa es una grúa que come pasto” por Ramón Gómez de la Serna.
La grúa y la jirafa cuenta la historia más amada de amor entre una grúa solitaria que trabaja en un puerto y una joven y tierna jirafa.

## Premios recibidos
Festivales exhibidos: 400+ // Premios ganados: 30

### Premios Nacionales
- 3.er Festival de cortos de Tandil - "ojo de piedra" - Mejor animación.
- 8.º FEJOREL - 2006 - Mejor animación.
- 1.er FESAALP (Festival de cine de La Plata) - Mejor corto animado.
- 5.º Festival Nueva Mirada - "Barrilete de Oro" - mejor animación.
- 3.er KINE Festival Iberoamericano Imágenes jóvenes – mención especial de animación.
- 1.er Festival Relatos Cortos - Mejor animación.
- 1.er Festival Relatos Cortos - Premio del público.
- 29.º UNCIPAR - Premio por voto unánime a mejor banda sonora - Eduardo Bellini.
- 29.º UNCIPAR - Premio Uncipar/Argentina seleccionado para el festival UNICA2007.
- 3.er Festival de cine de Escobar - Mención especial de animación.
- 1.er Festival de cine Marcos Juárez - Mejor cortometraje.
- Concurso cine y video Cipolletti - Río Negro - Mejor animación.
- Crepusculum Filmfest - Mención especial.
- IV Festival Internacional - Tapiales - Argentina - Mejor animación.

### Premios Internacionales
- 10.º Japan Media Arts Festival - Japón - Encouragement Prize for animation.[2]
- Hida Animation Festival - Japón - Cartoon award prize.
- 2.º Festival Int. de Cortos Universitarios UNIFEST - España - premio UNITOON - Mejor animación.
- Yahoo! Short Film Festival - Estados Unidos - 1.er premio - Mejor cortometraje.
- 1.er Riviera Maya underground film festival - México - Mejor animación.
- 11.º Festival Internacional de cortos en línea - España - Mejor animación.
- 5.º Festival de Cortometrajes Microcurt de Igualada - España - Mejor animación.
- Festival Internacional de Arte Digital - El Salvador - 1.er - Premio audiovisual.
- Festival Internacional Punta del Este - Uruguay - Mejor animación.
- Festival MalCine - Uruguay - Mejor animación.
- Divercine 2007 - Uruguay - Mención especial cortometraje de animación.
- Divercine 2007 - Uruguay - Jurado internacional de SIGNIS – Mención especial cortometraje de animación.
- UNICA 2007 - Eslovaquia – Medalla de Bronce.
- Festival Internacional de Cine Digital 2007 - Bolivia - Mención especial cortometraje de animación.
- Chulpicine 2007 - Ecuador - mención especial de animación.
- Festicurts ACAT ’07 - España – mejor animación.

### Reconocimientos
- Miembro del catálogo multicultural / Plataforma Audiovisual UNESCO.
- Miembro de la mochila audiovisual para escuelas de Fundación Kine.
- Ternado a mejor cortometraje del año de los 55.os Premios Cóndor de Plata.
- Miembro de la galería open-art Gallery de Japón.
- Editado en DVD en España, Japón y Argentina.

### Muestras itinerantes
- Argentina: Cinemovil INCAA.
- Hispanoamérica: Rodandocine.
- España y el mundo: “Rodando”: 1.ª muestra itinerante de cortometrajes hispanoamericanos en los Institutos Cervantes del mundo.